# لومیس (داکوتای جنوبی)
لومیس(به انگلیسی: Loomis) شهری در ایالت داکوتای جنوبی کشور ایالات متحده آمریکا است که جمعیت آن در سرشماری سال ۲۰۱۰ میلادی، ۳۴ نفر بوده است.